# HMS Iron Duke (1912)
«Айрон Дюк» (англ. HMS Iron Duke (1912) — британський дредноут, головний у своєму типі часів Першої та Другої світових воєн, другий корабель Королівського флоту Великої Британії з таким ім'ям.

## Історія створення
«Айрон Дюк» був закладений 12 січня 1912 року у корабельні на військово-морській базі Портсмут. 12 жовтня 1912 року він був спущений на воду, а 10 березня 1914 року увійшов до складу Королівського флоту Великої Британії.

## Історія служби
У березні 1914 року корабель увійшов до складу Домашнього флоту як флагманський корабель флоту. Під час Першої світової війни, в тому числі в Ютландській битві, «Айрон Дюк» служив флагманом Великого Флоту.
У травні 1916 року дредноут входив до головних сил Великого флоту, загальною кількістю 28 дредноутів та 9 крейсерів, що вступили в бій з німецьким Флотом відкритого моря. У цій морській битві дредноут завдав значних уражень німецькому лінкору «Кеніг» ще на початковій фазі зіткнення між головними силами двох флотів.
У січні 1917 року він був звільнений як флагман Великого флоту, його замінив лінкор «Квін Елізабет».
Після війни «Айрон Дюк» діяв у Середземному морі як флагман Середземноморського флоту. Лінкор брав участь в інтервенції союзників у громадянську війну в Росії, в подіях на Чорному морі, а також у греко-турецькій війні. Корабель сприяв евакуації біженців зі Смірни. У 1926 році його перевели до Атлантичного флоту, де він виконував функції навчального корабля.
«Айрон Дюк» залишався на службі лише ще кілька років; у 1930 році у відповідності до вимого Лондонського морського договору чотири лінкори його типу повинні були або бути списані або демілітаризовані іншим способом. Тому «Айрон Дюк» був перетворений на навчальний артилерійський корабель; його броню та значну частину озброєння було демонтовано, щоб зробити його непридатним для бою. Корабель служив у цій якості до початку Другої світової війни у вересні 1939 року, коли його причалили в Скапа-Флоу як корабель оборони гавані. 17 жовтня 1939 року чотири німецькі бомбардувальники Ju 88 ескадри KG 30 пошкодили старий корабель і він був вимушено посаджений на мілину, щоб уникнути затоплення. 16 березня 1940 року британський флот, що стояв на якорі в Скапа-Флоу, піддався черговому масованому авіаційному нальоту німецьких пікіруючих бомбардувальників Ju 88 I./KG.30; старий лінкор «Айрон Дюк» та важкий крейсер «Норфолк» дістали серйозних пошкоджень.
Решту війни старий дредноут продовжував служити зенітною платформою, і у 1946 році його продали на брухт та згодом розібрали.